# Doktor House (2. évad)
A Doktor House című amerikai kórházsorozat második évadát 2005. szeptember 13-án mutatták be az Egyesült Államokban a FOX csatornán. Magyarországon 2007 márciusában debütált a TV2-n, majd 2023-ban új szinkronnal a SkyShowtime streamingszolgáltatónál.
Az évad során House próbál megküzdeni a Stacy iránti érzelmeivel, miközben a nő, akinek férjét, Markot porfíriával diagnosztizálták, a kórházban kezd el dolgozni.
Az évad szinkronizálása közben hunyt el Szakácsi Sándor, aki House magyar hangja volt. A szinkron már korábban elkészült, ugyanis az eredeti tervek szerint a TV2 már 2006 augusztusában, az első évad után közvetlenül leadta volna a második évadot is, ezért annak felét leszinkronizáltatták. Végül csak a következő év márciusában, már Szakácsi halála után mutatták be az egészet. A 2007. június 6. napján bemutatott "Figyelemelterelés" című rész első felében még Szakácsi szinkronizált, a reklámszünetet megelőzően egy pár másodpercig a "Szakácsi Sándor (1952-2007)" felirat volt látható a képernyőn, majd a reklám után már Kulka János szinkronjával folytatódott az epizód.

## Szereplők

### Főszereplők
- Hugh Laurie mint Dr. Gregory House (magyar hangja Szakácsi Sándor a 12. rész első feléig, Kulka János a 12. rész 2. felétől, a SkyShowtime szinkronjában Fekete Ernő)
- Lisa Edelstein mint Dr. Lisa Cuddy (magyar hangja Györgyi Anna)
- Omar Epps mint Dr. Eric Foreman (magyar hangja Holl Nándor)
- Robert Sean Leonard mint Dr. James Wilson (magyar hangja Selmeczi Roland, a SkyShowtime szinkronjában Varga Gábor)
- Jennifer Morrison mint Dr. Allison Cameron (magyar hangja Zsigmond Tamara)
- Jesse Spencer mint Dr. Robert Chase (magyar hangja Fekete Zoltán)

### Visszatérő szereplők
- Sela Ward mint Stacy Warner (magyar hangja Kocsis Mariann)
- Stephanie Venditto mint Brenda Previn nővér
- Currie Graham mint Mark Warner
- Diane Baker mint Blythe House
- R. Lee Ermey mint John House
- Charles S. Dutton mint Rodney Foreman
- Ron Perkins mint Dr. Ron Simpson

### Vendégszereplők
Laura Allen, Yareli Arizmendi, Matthew John Armstrong, Mackenzie Astin, Christine Avila, Marshall Bell, Peter Birkenhead, Tamara Braun, Yvette Nicole Brown, Dan Butler, Scott Michael Campbell, Christopher Carley, Jewel Christian, Michelle Clunie, Aasha Davis, Thomas Dekker, Stephanie Erb, Elle Fanning, Bruce French, Erica Gimpel, Greg Grunberg, Wings Hauser, Taraji P. Henson, Howard Hesseman, Wil Horneff, Ryan Hurst, James Immekus, LL Cool J, William Katt, Mimi Kennedy, Edward Kerr, Elias Koteas, Nathan Kress, Tom Lenk, Ron Livingston, Samantha Mathis, Jayma Mays, Eddie Mills, Cynthia Nixon, Michael O'Keefe, America Olivo, Kip Pardue, Randall Park, Sasha Pieterse, Kristoffer Polaha, Clifton Powell, Keri Lynn Pratt, Cameron Richardson, Charlie Robinson, Ignacio Serricchio, Vicellous Reon Shannon, Allison Smith, Christie Lynn Smith, D. B. Sweeney, Chris Tallman, Michelle Trachtenberg, Hillary Tuck, Alanna Ubach, Stephanie Venditto, Tom Verica, J.R. Villarreal és Julie Warner.

## Cselekmény
|  | Alább a cselekmény részletei következnek! |

| Sor. | Év. | Cím                                            | Rendező           | Író                                          | Premier                                |
| --- | --- | ---------------------------------------------- | ----------------- | -------------------------------------------- | -------------------------------------- |
| 23. | 1.  | Beletörődés (Acceptance)                       | Dan Attias        | Russel Friend & Garrett Lerner               | 2005. szeptember 13. 2007. március 21. |
| House kénytelen elviselni, hogy egykori barátnője, Stacy a közvetlen közelében dolgozik, a kórház jogászaként. Amikor egy Clarence nevű halálraítélt férfi súlyos hallucinációkat követően hipoxiás állapotba kerül, House önhatalmúlag szállíttatja át a kórházba a veszélyes bűnözőt. Mindenki számára kérdés, hogy miért is ragaszkodik ahhoz, hogy meggyógyítson egy olyan embert, akit napok kérdése és úgyis kivégeznek, olyannyira, hogy képes fittyet hányni egy másik, Cameron szerint sokkal fontosabb tüdőrák-gyanús esetre. Miután Cameron képtelen közölni a diagnózist a beteggel, Wilson segít neki. Végső diagnózis: metanolmérgezés, phaeochromocytoma |     |                                                |                   |                                              |                                        |
| 24. | 2.  | Boncolás (Autopsy)                             | Deran Sarafian    | Lawrence Kaplow                              | 2005. szeptember 20. 2007. március 28. |
| Dr. Wilson egyik betegét, egy végstádiumban lévő, mindössze 9 éves rákbeteg kislányt, különös hallucinációk miatt szállítják a klinikára. Ám mivel az agyát még nem támadta meg a betegség, nem tudni, hogy a tüneteket mi okozhatja. Wilson ezért House és a csapat segítségét kéri. Az első vizsgálatok nem utalnak sem fertőzésre, sem pedig mérgezésre, s mivel Andie szívműködése sem mutat semmilyen rendellenességet, bizonyossá válik, hogy a tüdeje okozhatja a tüneteket. A műszeres tüdővizsgálatok negatív eredményt hoznak, ám House tumorra gyanakszik, így feltáró műtétet javasol. Ki is derül, hogy van egy a szívén, ám ez jóindulatú, így az állapotát egy vérrög okozza. House és a csapata vitába keverednek amiatt, hogy a kislány bátorsága vajon a betegsége tünete-e. Végső diagnózis: trombózis |     |                                                |                   |                                              |                                        |
| 25. | 3.  | Ez elment vadászni... (Humpty Dumpty)          | Dan Attias        | Matt Witten                                  | 2005. szeptember 27. 2007. április 4.  |
| Cuddy házának tetejét az ezermester Alfredo javítja, aki egy óvatlan pillanatban a mélybe zuhan. Cuddy azonnal a klinikára siet a szerencsétlenül járt férfival, miközben arra lesz figyelmes, hogy Alfredo mindkét kezén a kisujjai sötétebb színűek, mint a többi. Az első vizsgálatok közben Alfredo állapota egyre csak romlik, mely semmi esetre sem magyarázható az esés következményeként. Miután amputálják az egyik kezét, a másikon is megjelennek ugyanazok a tünetek, amik egy sokkal komolyabb eteséget jeleznek. House végül rájön, hogy a betegséget papagájkór okozza: bár Alfredo sosem foglalkozott madarakkal, szombat esténként illegális kakasvadalokon vett részt. Végső diagnózis: papagájkór |     |                                                |                   |                                              |                                        |
| 26. | 4.  | TBC vagy nem TBC? (TB or Not TB)               | Peter O'Fallon    | David Foster                                 | 2005. november 1. 2007. április 11.    |
| Dr. Sebastian Charles világszerte híres és roppant nagy elismertségnek örvendő orvos, aki az életét az afrikai emberek gyógyítására tette fel. Afrikából visszatérvén éppen a gyógyszergyárak képviselőinél lobbizik, amikor hirtelen rosszul lesz és összeesik. Miután TBC gyanújával a klinikára szállítják, House utálata ellenére, Cuddy őt bízza meg, hogy vizsgálja ki, valóban TBC-ről van szó. House mindent elkövet azért, hogy ennek az ellenkezőjét bizonyítsa, és a férfi állapotát valamely más betegséggel igazolja. Eközben szemmel láthatóan az is bosszantja, hogy Cameronnak nem közömbös a jóképű Dr. Charles. Végső diagnózis: nezídioblasztóma, tuberkulózis |     |                                                |                   |                                              |                                        |
| 27. | 5.  | Apja fia (Daddy's Boy)                         | Greg Yaitanes     | Thomas L. Moran                              | 2005. november 8. 2007. április 18.    |
| Carnell Hall éppen azt ünnepli a főiskolás barátaival, hogy sikeresen lediplomázott, amikor többször egymás után erős, áramütésszerű fájdalmat érez. Wilson és House közösen állítják fel a diagnózist, ám a tünetegyüttes és a vizsgálatok eredménye egyetlen betegséget sem támasztanak alá. Közben kiderül, hogy az apa hazudott a fiának az édesanya halálának körülményeiről, ezért House arra gyanakszik, hogy Carnell megmagyarázhatatlan állapotát öröklött genetikai probléma, egyfajta kromoszóma-rendellenesség okozhatja. House feltűnően vagányan viselkedik a kórházban, melynek oka egy hatalmas teljesítményű motor, melyet a Wilsontól kölcsönkapott ötezer dollárból vásárolt – munkatársai nem csekély döbbenetére. Ám jókedve rögtön alábbhagy, amikor átutazóban lévő szülei jelentkeznek be hozzá látogatóba. Végső diagnózis: tumor a gerincvelőben, sugárbetegség |     |                                                |                   |                                              |                                        |
| 28. | 6.  | Hajtás (Spin)                                  | Fred Gerber       | Sara Hess                                    | 2005. november 15 2007. április 25.    |
| A világhírű kerékpáros, Jeff Forster egy jótékonysági verseny közben légzésleállás miatt ájultan esik össze. Cuddy House-ra bízza a kényes esetet, ugyanis a versenyző és a menedzsere elismerték, hogy Jeff különféle doppingszereket használ - napi rendszerességgel. Mivel ennek ellenére minden lelete negatívnak bizonyul, a csapat éppen az ellenkező irányból közelíti meg a diagnózist. Rengeteg a lehetséges ok, de csak egy tünet. Foreman szerint a donor-vörösvérsejtek befecskendezése közben kerülhetett levegő a véráramba. A légembólia pedig be is bizonyosodik, ám amikor Chase leszívja Forster tüdejéből a légbuborékot, hirtelen másfajta tünetek jelentkeznek. House csoportterápián vesz részt, ahonnét kirúgják, miután felbosszantja Markot. Stacy bevallja neki, hogy ő maga is terápiára jár, hogy erőt merítsen Mark támogatásához. House amikor ezt megtudja, betör a terapeuta irodájába és lefénymásolja Stacy anyagait. Végső diagnózis: veleszületett vörössejtes aflázia, légembólia, MG |     |                                                |                   |                                              |                                        |
| 29. | 7.  | Vadászat (Hunting)                             | Gloria Muzio      | Liz Friedman                                 | 2005. november 22. 2007. május 2.      |
| Egy fiatal homoszexuális férfi mindenáron House-nál szeretné kezeltetni magát. Kalvin Ryan a HIV vírus összes tünetével együtt egyértelműen AIDS beteg, ám ami a különös az állapotában, hogy az immunrendszere tökéletesen működik, ráadásul minden lelete negatív. Miközben House-t győzködi a lakása előtt, rosszul lesz és anafilaxiás sokkot kap, így House kénytelen-kelletlen gyógyítani kezdi. House elkezdi felhasználni az ellopott anyagokat, Stacy azonban megtudja ezt és dühös lesz. Cameron pánikba esik, mert érintkezett Kalvin vérével, és megelőző kezelésekre van szüksége, nehogy HIV-fertőzött legyen. Gyógyszereket lop el a beteg táskájából, majd ő maga is beveszi azokat. Miután Chase megérkezik hozzá, hogy megvigasztalja, együtt töltik az éjszakát. Végső diagnózis: Echinococcosis |     |                                                |                   |                                              |                                        |
| 30. | 8.  | Hiba (The Mistake)                             | Gloria Muzio      | Peter Blake                                  | 2005. november 29. 2007. május 9.      |
| Hat hónappal korábban Chase egyik páciense életét vesztette. Az elhunyt fiatal édesanya, Kayla McGinley bátyja nem tud beletörődni testvére elvesztésébe, ezért pert indít a klinika ellen. A kórház jogászaként Stacy-n a sor, hogy minden apró részletet megtudjon a beteg legelső ellátásától, a később bekövetkezett haláláig. A hiba alapvető oka az volt, hogy Chase éppen akkor tudta meg, hogy meghalt az apja, amikor a vizsgálatok megkezdődtek. A kórház bizottsága egy hétre felfüggeszti Chase-t, House azonban komolyabb büntetést kap: egy hónapig Foreman lesz a felettese. Végső diagnózis: Hepatitis C, rák, Bechet-szindróma |     |                                                |                   |                                              |                                        |
| 31. | 9.  | Megtévesztés (Deception)                       | Deran Sarafian    | Michael R. Perry                             | 2005. december 13. 2007. május 16.     |
| Miután Foreman lett a csapat ideiglenes vezetője, ez mindenkinek tetszik, még House-nak is, ugyanis így nem neki kell elvégeznie a munkával járó kényelmetlen papírmunkát is. Foremannek azonban egyre jobban fekszik a dolog és lobbizni kezd azért, hogy a kinevezés ne csak átmeneti állapot legyen. House a fogadóirodában tengeti az idejét, amikor egy középkorú nő rohamot kap, és azonnal kórházba kell szállítani. Mivel a vizsgálatok alapján a testi tünetek nem hozhatók összefüggésbe szervi megbetegedéssel, egyre inkább bizonyossá válik, hogy Anica Jovanovich Münchausen-szindrómában szenved, vagyis szándékosan beteggé teszi magát, hogy törődjenek vele. Végső diagnózis: Clostridium perfringens |     |                                                |                   |                                              |                                        |
| 32. | 10. | Kommunikációs deficit (Failure to Communicate) | Jace Alexander    | Doris Egan                                   | 2006. január 10. 2007. május 23.       |
| Kollégája nyugdíjba vonulási ceremóniáján a híres oknyomozó riporter, Fletcher Stone mond köszöntő beszédet, amikor egyszer csak elveszíti az egyensúlyát, és a földre zuhan. Szerencsés módon nem veszíti el az eszméletét, ám az egész szerkesztőség döbbenetére össze-vissza kezd beszélni. A kórházba szállítása után egyértelműen megállapítható, hogy a beteg férfi afáziás sokkban szenved, a hatalmas fejütés azonban mindezt nem magyarázza. Mivel House éppen Baltimore-ban tartózkodik Stacyvel, hogy a biztosítási fedezetét intézze, ezért a csapat telefonon tartja vele a kapcsolatot. A kezelést pedig az sem könnyíti meg, hogy a kórtörténetet alig lehet felállítani, mivel Stone viszonylag rövid ideje él házasságban, s a felesége elég keveset tud a múltjáról, az ő beszédét pedig nem könnyű megérteni. House és Stacy repülőjárata késik, ezért több időt töltenek együtt és végül egy csókot is váltanak. Végső diagnózis: malária                                                              |     |                                                |                   |                                              |                                        |
| 33. | 11. | Need to Know (A tudás: hatalom)                | David Semel       | Pamela Davis                                 | 2006. február 7. 2007. május 30.       |
| Egy jómódú családanyát szállítanak be a kórházba, súlyos mozgászavarral. Miután az MR nem mutat agyi elváltozást és a terhességi teszt is negatívnak bizonyul, House és az orvosi csapat az újabb okokat keresi. Mrs. Dalton pszichózisos rohama után azonban House kizárásos alapon arra a következtetésre jut, hogy a nő panaszait valamiféle serkentőszer okozhatja. Nem sokkal ezután Foremanék találnak is egy üveg Ritalint Margo Dalton autójában, ami azonban a kislánya nevére van felírva. Eközben Wilson hol Stacyhez, hol pedig House-hoz szaladgál, hogy felelősségre vonja őket a Baltimore-ban történt afférjük miatt. House ügyes trükkel nyálmintát vesz Camerontól a HIV tesztjéhez, ami végül negatív lesz. House lefekszik Stacyvel, majd választás elé állítja a nőt: vagy ő, vagy Mark. A nő House-t választja, House azonban végül mégis elutasítja őt a múltjuk miatt. Stacy elhagyja a kórházat Markkal együtt. Végső diagnózis: hepatocelluláris adenóma                                         |     |                                                |                   |                                              |                                        |
| 34. | 12. | Figyelemelterelés (Distractions)               | Dan Attias        | Lawrence Kaplow                              | 2006. február 14. 2007. június 6.      |
| Egy 16 éves fiút szállítanak be a kórházba, akinek egy quad-baleset következtében a teste csaknem 40%-ban megégett. Az elsődleges teszteredmények agyi rendellenességre és szívproblémákra utalnak, ezért House csapata kapja meg az esetet. Ám mivel Adam mellkasa is teljesen összeégett, ezért nem a modern gépek segítségével vizsgálják őt meg, hanem egy úgynevezett galvanométerrel. Eközben a fiú rohamot kap és bevérzik az agya. House-t ezalatt teljesen más jellegű dolgok foglalkoztatják: egy két éve kómában fekvő idős betegnél próbál előidézni migrént – csupán kísérleti céllal. Mindezt azért, mert szerinte volt évfolyamtársa haszontalan migrén elleni szert gyárt. Amikor saját magán kezd el kísérletezni, Wilson megvádolja, hogy mindezt Stacy miatt teszi. Miután megfejti az esetet, House felbérel egy prostituáltat. Végső diagnózis: szerotonin-szindróma |     |                                                |                   |                                              |                                        |
| 35. | 13. | Külcsín (Skin Deep)                            | Jim Hayman        | Russel Friend & Garrett Lerner               | 2006. február 20. 2007. június 13.     |
| Alex, a híres szupermodell már a divatbemutató előtt panaszkodik a közérzetére, majd amikor a kifutóra lép, hirtelen rosszul lesz, verekedni kezd és elájul. Ám mindezek előtt az édesapja, aki egyben a menedzsere is, nyugtatót ad neki. Cuddy House-nak adja az esetet. Mivel a toxikológiai vizsgálat váliumot és heroint mutat ki, ezért az orvosi konzultáció után House úgy dönt, hogy elvonókúrát kezd. Mindennek ellenére a tünetek súlyosbodnak. Ezalatt House egyre erősödő lábfájdalomtól szenved, ami mindenki szerint Stacy miatt van. Végső diagnózis: pszeudo-hermafroditizmus, hererák |     |                                                |                   |                                              |                                        |
| 36. | 14. | A szex veszélyes fegyver (Sex Kills)           | David Semel       | Matt Witten                                  | 2006. március 7. 2007. június 20.      |
| House egy 66 éves öregurat kap legújabb pácienséül, aki mind később kiderül szív-transzplantációra szorul, a kora miatt azonban már nem kerülhet fel az átültetésre várók listájára. Ő azzal a merész ötlettel áll elő, hogy ha hivatalos úton nem kaphatnak szívet, hát keres egy olyan szívet, melyet elutasítottak és nem kaphatnak meg az átültetésre várók. Eközben Wilson, miután megtudta, hogy megcsalja a felesége, ideiglenesen House-hoz költözik. Végső diagnózis: brucellózis (Henry), gonorrhoea (Neuberger házaspár) |     |                                                |                   |                                              |                                        |
| 37. | 15. | Tanácstalanság (Clueless)                      | Deran Sarafian    | Thomas L. Moran                              | 2006. március 28. 2007. június 27.     |
| Elfajult szexuális játszadozás közben a Lambert házaspár férfi tagja fuldokolni kezd. Állapota válságosra fordul, kórházba kerül, de a vizsgálattal megbízott orvosok tanácstalanok. Fogalmuk sincs, mi okozza nála ezt a szokatlan állapotot. Ahányan vannak, annyifélét mondanak, de nem tudnak dűlőre jutni. Az eset House és csapata elé kerül, akik azonnal megkezdik versenyfutásukat az idővel, hogy megtalálják a baj forrását, amíg a férfi még lélegzik. House nem nagyon örül neki, hogy Wilson nála lakik, mégis, amikor kap az üzenetrögzítőjére egy ajánlatot egy új lakásra, törli azt, mielőtt barátja meghallaná. Közben a klinikán egy házaspárt kell ellátnia, amelynek mindkét tagja herpeszes, és azon vitatkoznak, hogy ki kapta el először. Végső diagnózis: aranymérgezés (Bob), herpesz (Mr. Lambert) |     |                                                |                   |                                              |                                        |
| 38. | 16. | Biztonság (Safe)                               | Félix Alcalá      | Peter Blake                                  | 2006. április 4. 2007. augusztus 29.   |
| Egyre jobban unja House hóbortjait Wilson, és azt tervezi, hogy tényleg elköltözik a legjobb barátjától. Cuddy furcsa eset miatt hívja fel House-t. Egy tinilánnyal van a gond, akin néhány hónapja szívátültetést végeztek, és most furcsa allergiás reakciók gyötrik. Az eset mindennaposnak látszik, de amikor kiderül, hogy mindez a steril szobában is megismétlődik, House és csapata ráveti magát az esetre. Végső diagnózis: kullancs-paralízis |     |                                                |                   |                                              |                                        |
| 39. | 17. | Mindent egy lapra (All In)                     | Fred Gerber       | David Foster                                 | 2006. április 11. 2007. szeptember 5.  |
| Jótékonysági estélyt tartanak a kórházban. Cuddyt elhívják egyik betege miatt, akiről kiderül, hogy csak szimpla hasmenése van. House-t viszont nagyon is kezdi érdekelni az ügy, mivel a tünetek kísérteties hasonlóságot mutatnak egy tizenkét évvel korábbi megoldatlan esetével. Akkor egy hetvenhárom éves nő halt meg a keze alatt egy gyors lefolyású, máig megfejtetlen, titokzatos betegség következtében. Végső diagnózis: Erdheim-Chester szindróma |     |                                                |                   |                                              |                                        |
| 40. | 18. | Odaadás (Sleeping Dogs Lie)                    | Greg Yaitanes     | Sara Hess                                    | 2006. április 18. 2007. szeptember 12. |
| Már tizedik napja nem tud aludni House legújabb páciense. Az orvost azért is nyugtalanítja az eset, mert a teljes ébrenlét mellett tizenegy napnál tovább még egyetlen ember sem maradt életben. Félő, hogy a nő meghal a következő napon, ezért megkezdődik a versenyfutás az idővel. Mint kiderül, a betegnek májátültetésre van szüksége ls nem mondott el minden információt a partneréről, Maxről. Cameron plagizálással vádolja meg Foremant, akinek egy cikke jelenik meg az övéhez kísérteties hasonlósággal. Végső diagnózis: pestis |     |                                                |                   |                                              |                                        |
| 41. | 19. | House kontra Isten (House vs. God)             | John F. Showalter | Doris Egan                                   | 2006. április 25. 2007. szeptember 19. |
| House legújabb páciense egy 15 éves fiú, akihez állítása szerint maga Isten szól. House kezdetben kételkedik a szavaiban, de amikor Wilson egyik betegén - egy végstádiumban lévő rákos nőn - látszólag csodát tesz, lázasan kezdi el keresni a szerinte nyilvánvaló racionális összefüggést a két eset között. Diagnózisa után a fiú visszautasítja, hogy agyműtétet hajtsanak végre rajta, ám amikor az állapota rosszabbodik, az orvosi csapatnak döntenie kell. Az egyik beteg, akire nagy hatást gyakorolt, Grace, egy halálos beteg páciens, akivel Wilson randizni kezd. Végső diagnózis: herpesz enkefalitisz, szklerózis tuberosa |     |                                                |                   |                                              |                                        |
| 42. | 20. | Eufória (1. rész) (Euphoria: Part 1)           | Deran Sarafian    | Matthew V. Lewis                             | 2006. május 2. 2007. október 3.        |
| Fejbe lőtt rendőrt szállítanak a klinikára. Súlyosan vérzik, közben pedig egyfolytában nevet. Az a legkülönösebb az amúgy is szokatlan esetben, hogy a golyó szilánkjai nem az agy örömérzetért felelős részében vannak. Az első vizsgálatok után ráadásul kiderül, hogy a vérgázok szén-monoxid mérgezésre utalnak. House szerint minden bizonnyal legionárius-betegségről van szó. Hamarosan Foreman is produkálni kezdi a furcsa tüneteket. |     |                                                |                   |                                              |                                        |
| 43. | 21. | Eufória (2. rész) (Euphoria: Part 2)           | Deran Sarafian    | Russel Friend & Garrett Lerner & David Shore | 2006. május 3. 2007. október 10.       |
| Meghal a beteg rendőr, Foreman pedig pánikba esik, hogy rá is ugyanez a sors vár. Felhívja az apját, aki rohan, hogy a fia mellett lehessen. House és a csapat lázasan dolgoznak a megoldáson, hogy megmentsék az életét. Cuddy nem engedélyezi a rendőr boncolását, mert a járványügyi hatóságok megtiltották, így más úton kell elindulniuk. Végül rájönnek, hogy a kórt amőbafertőzés okozta, amit a rendőrnél egy légiósbetegség lassított. Végső diagnózis: légiósbetegség, Naegleria fowleri fertőzés |     |                                                |                   |                                              |                                        |
| 44. | 22. | Mindörökké (Forever)                           | Daniel Sackheim   | Liz Friedman                                 | 2006. május 9. 2007. október 24.       |
| House és Cameron ketten állják a frontot, ugyanis Foreman még lábadozik, Chase pedig az újszülöttosztályon van. Itt igen különös esettel kerül szembe: az egyik anyuka ugyanis váratlanul rohamot kapott, miközben négyhetes csecsemőjét gondozta, és a baba a vízbe esett. Eközben Wilson és Cuddy randevúra mennek. Végső diagnózis: lisztérzékenység, MALT limfóma |     |                                                |                   |                                              |                                        |
| 45. | 23. | Na, ki az apuci? (Who's Your Daddy?)           | Martha Mitchell   | Charles M. Duncan & John Mankiewicz          | 2006. május 16. 2007. október 31.      |
| Felbukkan a kórházban House gimnáziumi barátja. Furcsa történetet ad elő arról, hogy miért csak néhány napja ismerte meg a lányát. Elmondja azt is, hogy szörnyű hallucinációk gyötrik szegény gyereket. House a tőle telhető legnagyobb lelkesedéssel próbálja megoldani a különös esetet, miközben arról győzködi a barátját, hogy a lány nem az, akinek mondja magát. A vizsgálati eredmények csak tovább bonyolítják az amúgy sem egyszerű helyzetet. Végső diagnózis: haemochromatosis, zygomycosis |     |                                                |                   |                                              |                                        |
| 46. | 24. | Ok nélkül (No Reason)                          | David Shore       | Lawrence Kaplow & David Shore                | 2006. május 23. 2007. november 7.      |
| Újabb különleges eset ejti gondolkodóba House-t. A beteg nyelve erősen duzzadt, holott semmi oka nem lenne rá. A beteg kivizsgálása közben a doktort meglövik, sérülése súlyos, el is veszti az eszméletét. Amikor aztán végre magához tér, szeretné folytatni a diagnózis felállítását. Tudni akarja, mi okozza a szokatlan elváltozást. Rövidesen meglepetten tapasztalja, hogy azonos terembe került a merénylőjével. Miközben kezdi megkérdőjelezni saját képességeit is, úgy tűnik, hogy elmosódik a valóság és a képzelet közti határvonal. Végső diagnózis: hallucináció (House) |     |                                                |                   |                                              |                                        |